# 伦敦大学国际部
51°31′16″N 0°07′39″W / 51.521096°N 0.127505°W
伦敦大学国际部（University of London Worldwide），前稱倫敦大學國際課程(University of London International Programmes)及倫敦大學校外課程(University of London External Programmes)，成立於1858年，為倫敦大學開辦的一個遙距大學課程，歷史超過150年。

## 歷史

### 成立
當倫敦大學成立後，查爾斯·狄更斯提出了「人民的大學」理論(People's University)，使人人有接受高等教育的機會。因為當時只有貴族子弟有機會接受高等教育，倫敦大學校外課程因而設立，並於1858年經維多利亞女皇取得皇家特許資格，是全世界第一個開辦跨境教育課程的學府。

### 發展
當倫敦大學校外課程出現後，在十九世紀末至二十世紀初愈來愈受歡迎，但令它廣為人知是在第二次世界大戰時期。報讀該課程的人士，除了在外地作戰的軍人外，更多是囚禁在德國集中營的盟軍戰俘。
因日內瓦會議規定，戰俘有生存權利之保障，包括接受教育之權利。因此，不少盟軍戰俘報讀了倫大校外課程，教材由倫敦大學寄往他們所在的集中營，並於期末考試期間派監考員到集中營監考。在1940年至1945年間，倫大曾於88個集中營進行過11,000次考試，但戰俘的考試合格率偏低，但當中有戰俘成績及格而獲頒學位。
而二戰結束後，由於空郵的快速發展，使它在國際上廣受認識，報讀人數也急速上升。
2008年是倫敦大學校外課程創立150周年紀念。2010年，倫敦大學校外課程更名為倫敦大學國際課程。

## 特點
伦敦大学课程包括不同学科的本科，硕士学位课程，及国际本科预科，硕士预科。每项课程都由下属的18个学院以各自学科优势作为指导院校 (Lead College) 负责课程设计及教学指导。学习伦敦大学学位课程的学生报考时需在伦敦大学本部及海外教学点同时注册学籍，在伦敦大学授权的海外教学点完成规定科目，并通过伦敦大学考试委员会考试作评核，通过后，将授予与在伦敦大学本部学习同等的学历，并参加年度毕业典礼。非学历课程，需要跟随有关教学大纲，利用伦敦大学学生在线学习中心自主完成学习，并通过考试。

## 下属院校中参与课程开发的学院
- 伦敦大学柏贝克学院
- 伦敦大学金匠学院
- 伦敦大学国王学院
- 哲學及神學專科學院
- 伦敦政治经济学院
- 伦敦卫生与热带医学院
- 伦敦大学玛丽女王学院
- 伦敦大学皇家霍洛维学院
- 伦敦大学学院
- 伦敦大学亚非学院
- 伦敦大学城市学院

## 國際發展
倫大課程在世界各地廣受歡迎，英美等诸多顶尖大學也已接納其国际预科作為入讀本科课程的資格。
倫大課程有超過52000名學生就讀，來自約180個國家，全球共设立120个教学点。

### 中国
第五次中英人文交流机制会议中，伦敦大学与北京外国语大学签署合作备忘录，在中国联合设立首个国际课程课程中心，确立首批由伦敦政治经济学院，伦敦大学学院，伦敦大学城市学院负责指导设立5个本科及硕士学位课程联合办学。。中国境内授权 InterGreat Education Group 英萃教育集团为独家市场顾问，协助与中国大陆地区的院校开展合作办学。。
协助与中国大陆地区的院校开展合作办学。在中国已有北京外国语大学，上海立信会计金融学院，深圳大学，南昌大学获得授权设立伦敦大学国际课程中心

### 香港
倫大課程在香港的歷史悠久。1956年，香港大學成立HKU SPACE的前身——香港大學校外課程部，並引入倫敦大學的教學模式，於1964年開設倫敦大學法學士備試班, 為本地首個正式法律課程。當年本地學員除非遠赴外地，否則無法學習法律，故此報讀該課程的反應相當熱烈。隨後，倫敦大學因應香港政府的政策和學員的需求，加強與港大合作，包括開辦全日制法律課程，及於1969年成立香港大學法律學院。 由於早年香港大學法學院地位並不高，因此不少港大法學院學生同時報讀倫大法學士課程。現時，不少香港的執業律師持有其法學士學歷。
到1987年，香港大學校外課程部開設倫大校外課程的哲學文學士備試班, 於1988年開設倫大校外課程的經濟學理學士備試班, 並於隨後提供更多倫大校外課程備試班。
早年香港長期只有一到兩家大學，不少無法考入本地大學而又無法負擔海外升學費用的學生都參與倫大校外課程已考取學士學位資格。而不少畢業生以這個學歷升學或考取專業資格。現時部分倫大國際課程學歷獲納入香港資歷架構內。
1973年，當時的嶺南書院獲得倫敦大學校外課程認可開班教授相關課目, 使其大專課程畢業生得以進修取得由倫敦大學頒發的榮譽學士學位。但這個安排於1975年終止。
現時除了香港大學專業進修學院外, 香港理工大學專業進修學院亦有提供倫敦大學法學士課程的備試班。

### 英國
有不少大学早年開辦倫大課程，后授予皇家特許, 獲得大學資格, 當中一些比較知名的大學包括諾丁漢大學, 萊斯特大學, 艾克斯特大學和卡迪夫大學。

## 知名校友

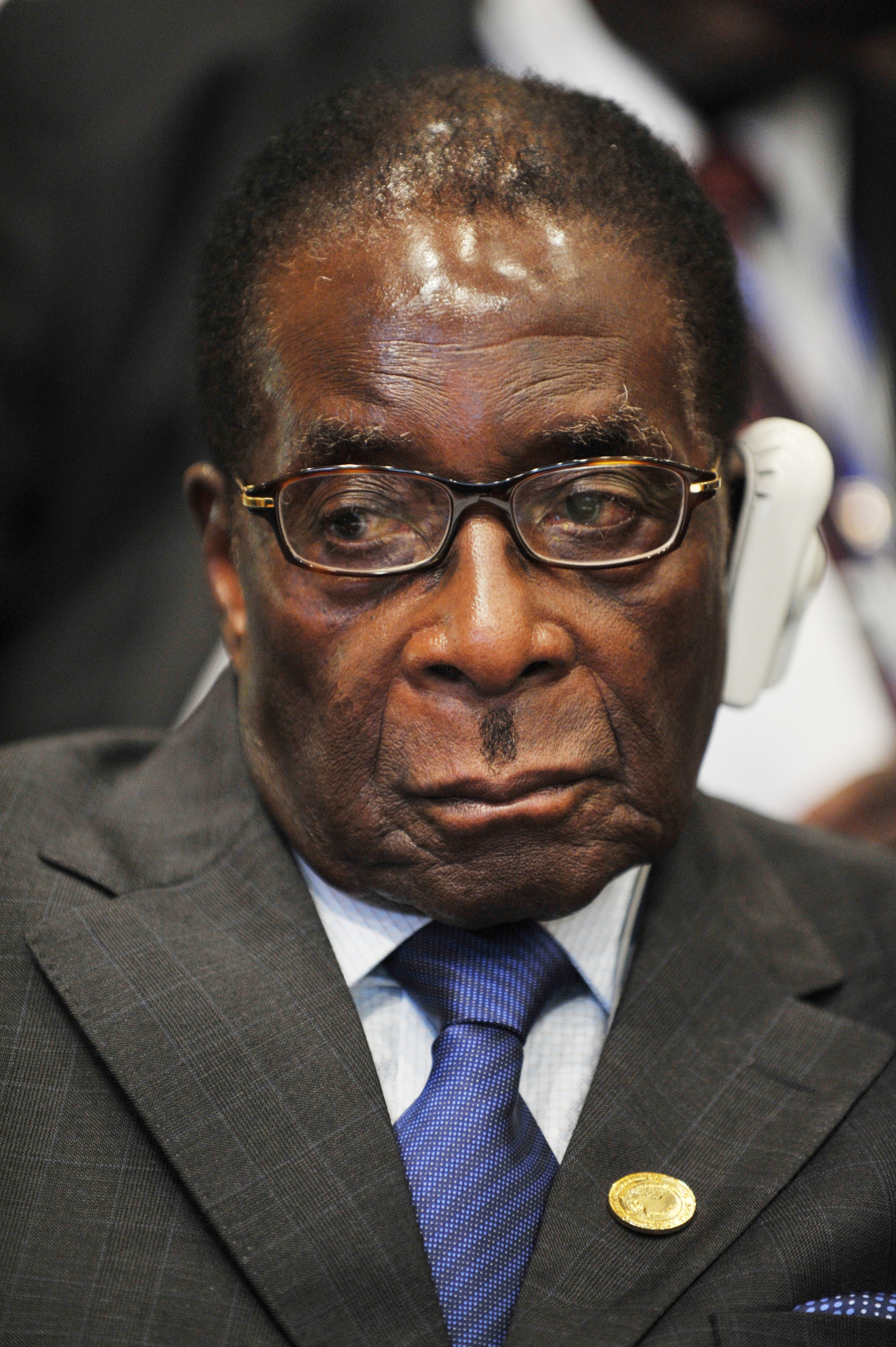
羅伯·穆加貝，津巴布韋獨裁者和終身總統

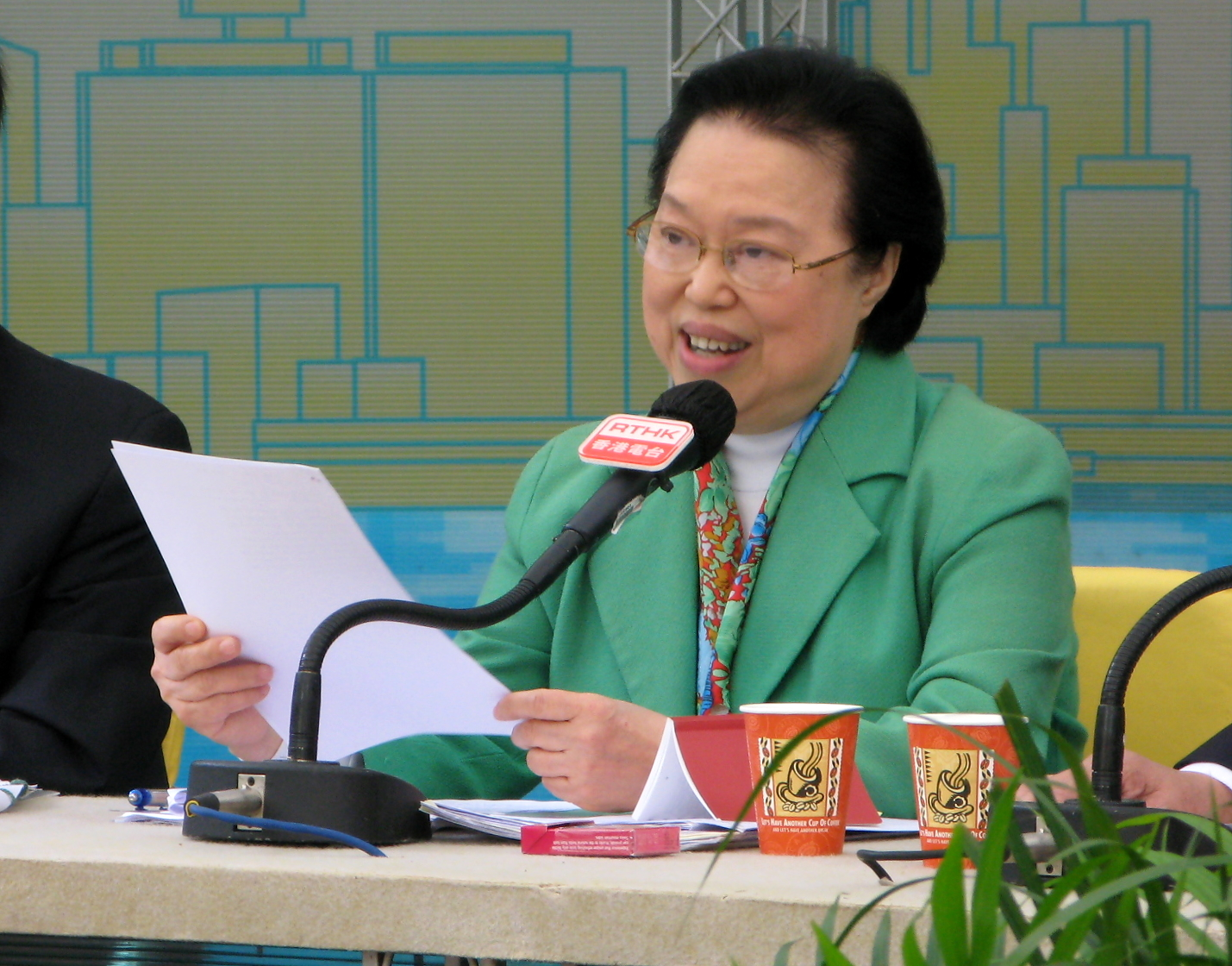
譚惠珠，港區全國人大代表、民建聯黨員及香港特別行政區基本法委員會委員

### 诺贝尔奖得主
- 弗雷德里克·霍普金斯（1929年生理学或医学奖）
- 渥雷·索因卡（1986年文学奖）
- 罗纳德·科斯（1991年经济学奖）
- 德里克·沃尔科特（1992年文学奖）
- 纳尔逊·曼德拉（1993年和平奖）
- 高锟（2009年物理学奖）

### 孔子和平獎得主
- 羅伯·穆加貝（2015年），津巴布韋獨裁者和終身總統

### 其他
- 譚惠珠，港區全國人大代表、民建聯黨員及香港特別行政區基本法委員會委員
- 梁展文，前香港屋宇署署長、房屋署署長、房屋及規劃地政局常任秘書長
- 陳碧橋，香港著名裁判官，主持馬尼拉人質事件#香港死因研訊、光復元朗等案審訊
- 何鸿卿爵士（毕业于1970年，香港富商、慈善家及古玩收藏家，何东家族第三代成员，何东爵士之孙）[12]
- 陳慶偉（毕业于1989年，现为香港高等法院法官）[13]